# Saarijärvi (Jukkasjärvi socken, Lappland, 753764-171551)
Saarijärvi är en sjö i Kiruna kommun i Lappland och ingår i Torneälvens huvudavrinningsområde. Sjön har en area på 0,314 kvadratkilometer och ligger 340 meter över havet. Saarijärvi ligger i Torne och Kalix älvsystem Natura 2000-område. Sjön avvattnas av vattendraget Soutusjoki.

## Delavrinningsområde
Saarijärvi ingår i det delavrinningsområde (753897-171303) som SMHI kallar för Ovan 753805-171578. Medelhöjden är 404 meter över havet och ytan är 11,22 kvadratkilometer. Det finns inga avrinningsområden uppströms utan avrinningsområdet är högsta punkten. Soutusjoki som avvattnar avrinningsområdet har biflödesordning 2, vilket innebär att vattnet flödar genom totalt 2 vattendrag innan det når havet efter 361 kilometer. Avrinningsområdet består mestadels av skog (87 procent). Avrinningsområdet har 0,32 kvadratkilometer vattenytor vilket ger det en sjöprocent på 2,8 procent.